# Planargia
Planargia (en sard, Planàrza) és una regió històrica de Sardenya central, dins la província d'Oristany, que limita amb les subregions sardes de Tataresu, Meilogu, Marghine i Montiferru. Comprèn els municipis de Bosa, Flussio, Magomadas, Modolo, Montresta, Sagama, Sindia, Suni, Tinnura i Tresnuraghes. S'hi parla una variant sarda pròxima al logudorès.